# Câu lạc bộ bóng đá TDC Bình Dương
Câu lạc bộ bóng đá TDC Bình Dương là một câu lạc bộ bóng đá Việt Nam và đồng thời là đội trẻ của Becamex Bình Dương được chuyển đổi sang thi đấu chuyên nghiệp năm 2008. Câu lạc bộ có nhà tài trợ chính là Công ty TCD Bình Dương, một công ty thành viên của Tổng công ty Becamex IDC.
Năm 2009, TDC Bình Dương vô địch Giải hạng nhì và lên chơi Giải hạng nhất kể từ mùa bóng 2010.

## Đội hình hiện tại
Tính đến đầu mùa giải Hạng nhất 2013.
Ghi chú: Quốc kỳ chỉ đội tuyển quốc gia được xác định rõ trong điều lệ tư cách FIFA. Các cầu thủ có thể giữ hơn một quốc tịch ngoài FIFA.
| Số | VT | Quốc gia         | Cầu thủ               |
| -- | -- | ---------------- | --------------------- |
| 1  | TM | Việt Nam         | Dư Văn Bé             |
| 2  | HV | Việt Nam         | Lã Hoàng Giang        |
| 3  | HV | Việt Nam         | Phan Nguyễn Duy Giang |
| 4  | HV | Việt Nam         | Nguyễn Chí Huynh      |
| 5  | HV | Việt Nam         | Nguyễn Văn Lợi        |
| 6  | HV | Việt Nam         | Nguyễn Quang Sáng     |
| 7  | TV | Việt Nam         | Phùng Công Minh       |
| 8  | TV | Việt Nam         | Vũ Minh Hoàng         |
| 9  | TĐ | Việt Nam         | Lê Hoàng Vũ           |
| 10 | TĐ | Cộng hòa Nam Phi | Philani (c)           |
| 11 | TĐ | Việt Nam         | Nguyễn Trung Tín      |
| 12 | TV | Việt Nam         | Tống Hoàng Minh       |
| 13 | TV | Việt Nam         | Lê Đình Trình         |
| 14 | TV | Việt Nam         | Nguyễn Hữu Thắng      |
| 15 | TV | Việt Nam         | Đinh Văn Hùng         |

| Số | VT | Quốc gia | Cầu thủ                |
| -- | -- | -------- | ---------------------- |
| 16 | HV | Việt Nam | Võ Nguyên Đức Thọ      |
| 17 | TĐ | Nigeria  | Kpenosen Samson        |
| 18 | TV | Việt Nam | Lê Thành Tài           |
| 19 | HV | Việt Nam | Lưu Hữu Trọng          |
| 20 | TĐ | Việt Nam | Trần Tuấn An           |
| 21 | TV | Việt Nam | Nguyễn Hoàng Toàn      |
| 22 | HV | Việt Nam | Phạm Thanh Hải         |
| 23 | TV | Việt Nam | Trần Ngọc Nhựt         |
| 24 | TV | Việt Nam | Nguyễn Công Minh Thiện |
| 25 | TM | Việt Nam | Nguyễn Tiến Dương      |
| 26 | TV | Việt Nam | Hà Văn Quốc            |
| 27 | TV | Việt Nam | Lê Phương Thời         |
| 28 | TĐ | Việt Nam | Nguyễn Minh Thái       |
| 29 | HV | Việt Nam | Trương Hoàng Linh      |
| 30 | TM | Việt Nam | Vương Nguyễn Thuận     |
| 31 | HV | Togo     | Vincent Boussou        |

## Thành tích tại Giải đấu trong nước
| Thành tích của TDC Bình Dương tại Giải vô địch bóng đá hạng nhất quốc gia | Thành tích của TDC Bình Dương tại Giải vô địch bóng đá hạng nhất quốc gia | Thành tích của TDC Bình Dương tại Giải vô địch bóng đá hạng nhất quốc gia | Thành tích của TDC Bình Dương tại Giải vô địch bóng đá hạng nhất quốc gia | Thành tích của TDC Bình Dương tại Giải vô địch bóng đá hạng nhất quốc gia | Thành tích của TDC Bình Dương tại Giải vô địch bóng đá hạng nhất quốc gia | Thành tích của TDC Bình Dương tại Giải vô địch bóng đá hạng nhất quốc gia | Thành tích của TDC Bình Dương tại Giải vô địch bóng đá hạng nhất quốc gia | Thành tích của TDC Bình Dương tại Giải vô địch bóng đá hạng nhất quốc gia |
| Năm                                                                       | Thành tích                                                                | Số trận                                                                   | Thắng                                                                     | Hòa                                                                       | Thua                                                                      | Bàn thắng                                                                 | Bàn thua                                                                  | Điểm số                                                                   |
| ------------------------------------------------------------------------- | ------------------------------------------------------------------------- | ------------------------------------------------------------------------- | ------------------------------------------------------------------------- | ------------------------------------------------------------------------- | ------------------------------------------------------------------------- | ------------------------------------------------------------------------- | ------------------------------------------------------------------------- | ------------------------------------------------------------------------- |
| Hạng nhất 2010                                                            | Thứ 7                                                                     | 24                                                                        | 8                                                                         | 5                                                                         | 11                                                                        | 35                                                                        | 37                                                                        | 29                                                                        |
| Hạng nhất 2011                                                            | Thứ 10                                                                    | 26                                                                        | 7                                                                         | 7                                                                         | 12                                                                        | 32                                                                        | 43                                                                        | 28                                                                        |
| Hạng nhất 2012                                                            | Thứ 12                                                                    | 26                                                                        | 7                                                                         | 8                                                                         | 11                                                                        | 27                                                                        | 37                                                                        | 29                                                                        |
| Hạng nhất 2013                                                            | Thứ 8                                                                     | 14                                                                        | 3                                                                         | 3                                                                         | 8                                                                         | 13                                                                        | 23                                                                        | 12                                                                        |

### Hạng nhì
- Vô địch: 2009